# ستيفاني بست
ستيفاني بست (بالإنجليزية: Stephanie Best)‏ هي منافسة ألعاب القوى أمريكية، ولدت في 16 أكتوبر 1969.

## وصلات خارجية
- ستيفاني بست على موقع الاتحاد الدولي لألعاب القوى (الإنجليزية)